# PIZZA-LA
PIZZA-LA（日语：ピザーラ）是日本的一家比薩餅外送店鋪，名稱取自於比薩餅和哥斯拉系列。2012年時，PIZZA-LA在日本國內有552家店鋪，是日本比薩餅業界規模最大的企業。2022年8月時，除了福井縣、鳥取縣、島根縣、愛媛縣、高知縣、佐賀縣以外，各都道府縣均有PIZZA-LA的店鋪。

## 外部連結
- ピザーラ （页面存档备份，存于）（官方網站）
- PIZZA-LA的X（前Twitter）
- 宅配ピザのピザーラ的Facebook專頁
- PIZZA-LA的Instagram帳戶
- YouTube上的ピザーラ公式チャンネル頻道
- 株式会社フォーシーズ （页面存档备份，存于）
- TO THE HERBS （页面存档备份，存于）
- 出前寿司柿家すし （页面存档备份，存于）